# Janów (gmina w dystrykcie Galicja)
Gmina Janów – dawna gmina wiejska funkcjonująca w latach 1941–1944 pod okupacją niemiecką w Polsce. Siedzibą gminy był Janów.
Gmina Janów została utworzona przez władze hitlerowskie z terenów okupowanych przez ZSRR w latach 1939–1941 (vide rejony janowski i lwowski), stanowiących przed wojną gminę Łozina, części gmin Domażyr, Wiszenka i Brzuchowice oraz miasto Janów Lwowski, które pozbawiono praw miejskich (wszystkie te gminy zostały zniesione pod okupacją). Tereny te należały przed wojną głównie do powiatu gródeckiego w woj. lwowskim, jedynie część gminy Brzuchowice – Kozice – do powiatu lwowskiego.
Gmina weszła w skład powiatu lwowskiego (Kreishauptmannschaft Lemberg), należącego do dystryktu Galicja w Generalnym Gubernatorstwie. W skład gminy wchodziły miejscowości: Dąbrowica, Domażyr, Jamelna, Janów, Jaśniska, Kozice, Lelechówka, Łozina, Majdan-Walddorf, Porzecze-Rottenhan, Schönthal, Stawki, Stradcz, Zielów i Żorniska.
| Miejscowości / gromady                                                      | Rejon w ZSRR (1939–1941) | Gmina (II RP) | Powiat (II RP) |
| --------------------------------------------------------------------------- | ------------------------ | ------------- | -------------- |
| Janów                                                                       | janowski                 | Janów Lw. (m) | gródecki       |
| Dąbrowica, Jaśniska, Łozina i Stawki                                        | janowski                 | Łozina        | gródecki       |
| Domażyr, Jamelna, Porzecze-Rottenhan, Schönthal, Stradcz, Zielów i Żorniska | janowski                 | Domażyr       | gródecki       |
| Lelechówka i Majdan-Walddorf                                                | janowski                 | Wiszenka      | gródecki       |
| Kozice                                                                      | lwowski                  | Brzuchowice   | lwowski        |

Po wojnie obszar gminy włączono do ZSRR.